# Koringazelle
De koringazelle (Eudorcas rufifrons)  is een zoogdier uit de familie van de holhoornigen (Bovidae). De wetenschappelijke naam van de soort werd voor het eerst geldig gepubliceerd door Gray in 1846.

## Voorkomen
De soort komt voor in Burkina Faso, Kameroen, de Centraal-Afrikaanse Republiek, Tsjaad, Eritrea, Ethiopië, Mali, Mauritanië, Niger, Nigeria, Senegal, Soedan en Togo.